# Thomas Schreiber
Thomas Schreiber, född cirka 1598, död 30 maj 1629, var en tysk värdshusvärd som avrättades för häxeri. Han tillhör den kanske mest kända av de åtalade i häxprocessen i Mergentheim, och blev känd för sitt motstånd mot denna häxprocess. Hans brev finns bevarade. 

## Bakgrund
Thomas Schreiber beskrivs år 1628 som 30 år gammal, gift med Anna Schreiber och far till fyra barn. Han var en välbärgad borgare som drev det populära värdshuset Hirsch i Mergentheim och var besläktad med förmögna borgare och ämbetsmän i flera grannstäder. 
Schreiber blev tidigt känd för sin opposition mot häxprocessen i Mergentheim, som pågick i fyra år mellan 1627 och 1631 och resulterade i 126 människors död. När borgmästarfrun Martha Braun avrättades för häxeri den 1 december 1628 hördes Schreiber offentligt jämföra häxprocessen med kejsar Neros blodbad och säga att Martha Braun hade blivit utsatt för en stor orättvisa. Den 12 december utpekades Schreiber som häxa under tortyr av Martha Dönkherin, men eftersom reglementet krävde tre angivelser före arrestering blev han inte arresterad. När Anna Gurren, den rika borhmästaränkan efter Lorenz Gurren, avrättades för häxeri 21 januari 1629, uttryckte Thomas Schreiber återigen sin avsmak över häxprocessen, och förklarade att han tvivlade på den bekännelse hon ska ha avgett. Ämbetsmannen Max Waltzen, som hörde honom, sade då: "Ha ha, de som känner djävulen borde inte bli så förvånade." 
Efter denna incident lade Thomas Schreiber märke till att ledande borgare undvek honom och började frukta att han var utsatt för misstankar. Han kritiserade öppet bland sina bekanta häxrättegångarna för att vara justitiemord och förklarade: "Om något händer mig, låt varenda kristen frukta för sin säkerhet. Gud bevare alla från Neuenhaus [tortyrkammaren] för även den mest fromma skulle visa sig vara häxa efter att ha hämnat där", han kallade rättegångarna för blodbad och förklarade att myndigheterna förberedde sig på att "tvätta händerna i mitt blod." Den 29 januari 1629 angav den andra kvinnan honom som häxa under tortyr, och Schreiber flyttade en del av sina pengar utanför staden. 
Den 1 februari 1629 lämnade Thomas Schreiber staden och flydde till Ansbach-Hohenlohe. Han tycks ha lämnat staden mycket hastigt, eftersom han skrev till sin fru och bad henne att sända honom hans ytterkläder, hatt och stövlar. Han skrev sedan till sin vän, akademikern och latinläraren Georg Allemahn, och bad honom att informera honom om åtalet mot honom och meddela honom när det var säkert för honom att återvända; till borgmästaren i Mergentheim, Paul Nachtraben, där han förklarade att han hade flytt därför att tortyr ledde till falska bekännelser; och sedan till sin fru Anna Schreiber, där han förklarade att domarna i häxprocessen skulle brinna i helvetet, och bad henne möta honom i Ebersheim i Hohenlohe. Myndigheterna i Mergentheim fick dock tag på brevet till hans fru, där han beskrev var han var, och kunde alltså få honom utlämnad från Hohenlohe.

## Rättegång
När Thomas Schreiber hade överlämnats av Hohenlohe tillbaka till Mergentheim kallades han genast till förhör. Eftersom han bara hade angivits av två personer, inte tre, kunde han enligt reglementet inte torteras, utan endast förhöras muntligt. Han förklarade att han aldrig hade påstått att häxeri inte fanns, och att han aldrig hade varit emot häxprocesser, utan hade menat att de var legitima så länge de inte utsatte någon för orättvisa. Myndigheterna reagerade med viss förvirring på hans uttalanden, då de gav intryck av att vara något dubbeltydiga. Den 13 februari pressades Catharina Reissens att utpeka honom som häxa under tortyr, och med tre angivelser godkände reglementet förhör under tortyr. Eftersom alla tre kvinnor hade angett honom vid så lägliga tillfällen - först då han kritiserat domstolen, sedan då han upprepat kritiken, och slutligen då de ville få befogenhet att tortera honom - bedöms det som troligt att myndigheterna hade föreslagit hans namn för de tre kvinnorna som angett honom då de torterades för att namnge medbrottslingar. 
Fallet Thomas Schreiber var dock uppmärksammat och tortyren uppsköts, då rätten 10 april mottog brev från hans inflytelserika vänner i Heidenheim, Langenau, Ellwangen, Dinelsbuhl och Aalen, som alla protesterade mot att han hade arresterats utan specifika anklagelser, betvivlade att han hade gjort sig skyldig till annat än att ha syndat genom att kritisera en av Gud välsignad domstol, och bad om nåd för honom med hänvisning till hans ungdom och underåriga barn. Mergentheim konsulterade då myndigheterna i Würzburg, där en av Tysklands största häxprocesser då pågick, för att försäkra sig om att processen skulle skötas legalt. De sakkunniga i Würzburg svarade att det vore fullt legitimt att tortera den åtalade, Schreiber, eftersom han hade angetts av tre personer som medbrottsling, därför att han hade flytt för att undvika arrestering, och för att han hade ifrågasatt domstolen. 
Den 19 maj 1629 började därför domstolen i Mergentheim att förhöra Thomas Schreiber under tortyr. Han förevisades först tortyrinstrumenten, för att se om han kunde förmås erkänna utan att de behövde användas. Förhörsledarna förklarade att häxprocessen var Guds rättvisa och uppmanade honom att bekänna sin skuld, men Schreiber protesterade, kallade de 34 avrättningarna som hade ägt rum i den pågående häxprocessen sedan hans arrest för ett blodbad, ifrågasatte rättvisan i hela häxprocessen och förklarade sig oskyldig: "Så sant som Kristus dog på korset och Gud skapat mig, är jag oskyldig. Kan inte också de bildade begå misstag?" Den följande tortyren var effektiv och Schreiber bekände att han hade varit otrogen genom att ha samlag med djävulen i kvinnogestalt, aldrig skadat genom trolldom, eftersom han blivit häxa enbart av sexuell lust, men att han hade försvurit sig till Satan, stulit och vanhelgat hostian, inte kunde förmå sig till att be rosenkransen och hade deltagit i häxsabbater, och namngav sju medbrottslingar som han hade sett där.

## Avrättning
Thomas Schreiber tvingades bekräfta och upprepa sin bekännelse fyra gånger: den 22 maj, 25 maj, 26 maj och 28 maj. Detta var ovanligt och tyder på att myndigheterna ville försäkra sig om att ingen skulle kunna invända mot avrättningens legalitet. I sitt avskedsbrev till sin fru förklarade han att hans bekännelse var falsk och att han var oskyldig. Han påminde henne om att hon ofta hade brukat säga, att "den som än väljs ut att leva ett evigt liv måste vandra över tistlar, törnen och strider", och att de skulle mötas igen i himlen; slutligen bad han henne att gifta om sig, "för barnens skull, för änkor och faderlösa blir föraktade och förtryckta i denna motbjudande värld." Anna Schreiber bad honom att förlåta henne om hon någonsin hade gett honom ett intryck av att tro på anklagelserna mot honom, och sade att hon önskade att hon var död. 
Thomas Schreiber halshöggs och brändes den 30 maj 1629. 